# Pongycarcinia xiphidiourus
Pongycarcinia xiphidiourus — вид рівноногих ракоподібних родини Calabozoidae. Це прісноводний рачок, що виявлений лише у 2002 році у підземних печерах у штаті Баїя, в Бразилії.